# Fulgens corona

Brasão pontifício de Pio XII

Fulgens corona (refulgente coroa, em latim) é uma Encíclica do Papa Pio XII, de 8 de setembro de 1953, em que anuncia, naquele ano, o início do Ano Mariano comemorativo do primeiro centenário da definição do dogma da Imaculada Conceição da Bem-aventurada Virgem Maria.
O dogma fora proclamado em 8 de dezembro de 1854, pela Bula dogmática Ineffabilis Deus, do Papa Pio IX, solenemente, rodeado por um imponente cortejo de cardeais e de bispos.
São estas as primeiras palavras da encíclica Fulgens corona: A refulgente coroa de glória com que a puríssima fronte da virgem Mãe de Deus foi cingida por Deus mais nos parece resplandecer(...)
Pio XII nesta encíclica afirma: Além disso, como a santíssima Virgem é saudada com as palavras "cheia de graça" (Lc 1,28) - isto é kekaritoméne e "bendita entre todas as mulheres", claramente se manifesta com essas palavras, como aliás sempre a tradição católica entendeu, que, com essa singular e solene saudação, nunca até então ouvida, se quer significar que a Mãe de Deus foi a sede d todas as graças divinas, e ornada com todos os carismas do Espírito Santo, e, mais ainda, com o tesouro infinito e inexaurível abismo deles, de tal forma que nunca esteve sujeita à maldição.